# Húnafjörður
Húnafjörður (in lingua islandese: Fiordo di Húna) è un fiordo situato nella parte orientale della regione dei Vestfirðir, i fiordi occidentali dell'Islanda.

## Descrizione
Húnafjörður è il fiordo più orientale che si apre nella baia di Húnaflói, nella parte orientale dei Vestfirðir. È delimitato dalle penisole di Vatnsnes (che lo separa dal Miðfjörður) a ovest e da Skagi a est. Con una larghezza di circa 15 chilometri e una profondità di circa 10 chilometri, è assimilabile più una ampia baia, ma nell'uso islandese viene indicato come fiordo (Fjörður).
La zona del fiordo è inclusa nel territorio comunale di Húnavatn. Sulla sponda orientale si trova l'insediamento di Blönduós, mentre Skagaströnd è situato un po' più a nord.
A sud della baia ci sono lagune e laghetti, tra cui Hóp, separato dal fiordo dal promontorio di Þingeyrasandur, su cui sorge la chiesa di Þingeyrarkirkja e dove un tempo si teneva la Húnaþing, l'assemblea del popolo. Il fiume Bjargarós sfocia nell'Hóp. Le lagune a est sono alimentate dal fiume Vatnsdalsá, che drena la valle del Vatnsdalur. Il fiume sfocia nel lago Húnavatn.
A Blönduós il fiume glaciale Blandá sfocia direttamente nella baia. Alla foce del fiume si trova anche l'isolotto di Hrútey, che è interamente designato come riserva naturale.
Un elemento caratteristico del paesaggio del fiordo è lo scoglio Hvítserkur, situato sul lato occidentale del fiordo. Secondo la leggenda, sarebbe un troll pietrificato.

## Denominazione
Il nome antico del fiordo era "Vatnafjörður", cioè Fiordo dei laghi, in riferimento ai numerosi laghetti e lagune presenti nella parte meridionale della baia, come Sigríðarstaðavatn, Hóp e Húnavatn.

## Storia
A sud-est di Blönduós si trova la valle Vatnsdalur dove, secondo il Landnámabók, lo storico libro degli insediamenti in Islanda e la Vatnsdœla saga, si insediò il colono Ingimundur gamli Þorsteinsson (Ingemundur Þorsteinsson il Vecchio).